# 39256 Zacny
39256 Zacny è un asteroide della fascia principale. Scoperto nel 2000, presenta un'orbita caratterizzata da un semiasse maggiore pari a 1,9544922 au e da un'eccentricità di 0,1059002, inclinata di 22,25362° rispetto all'eclittica.